# Jeff Bennett

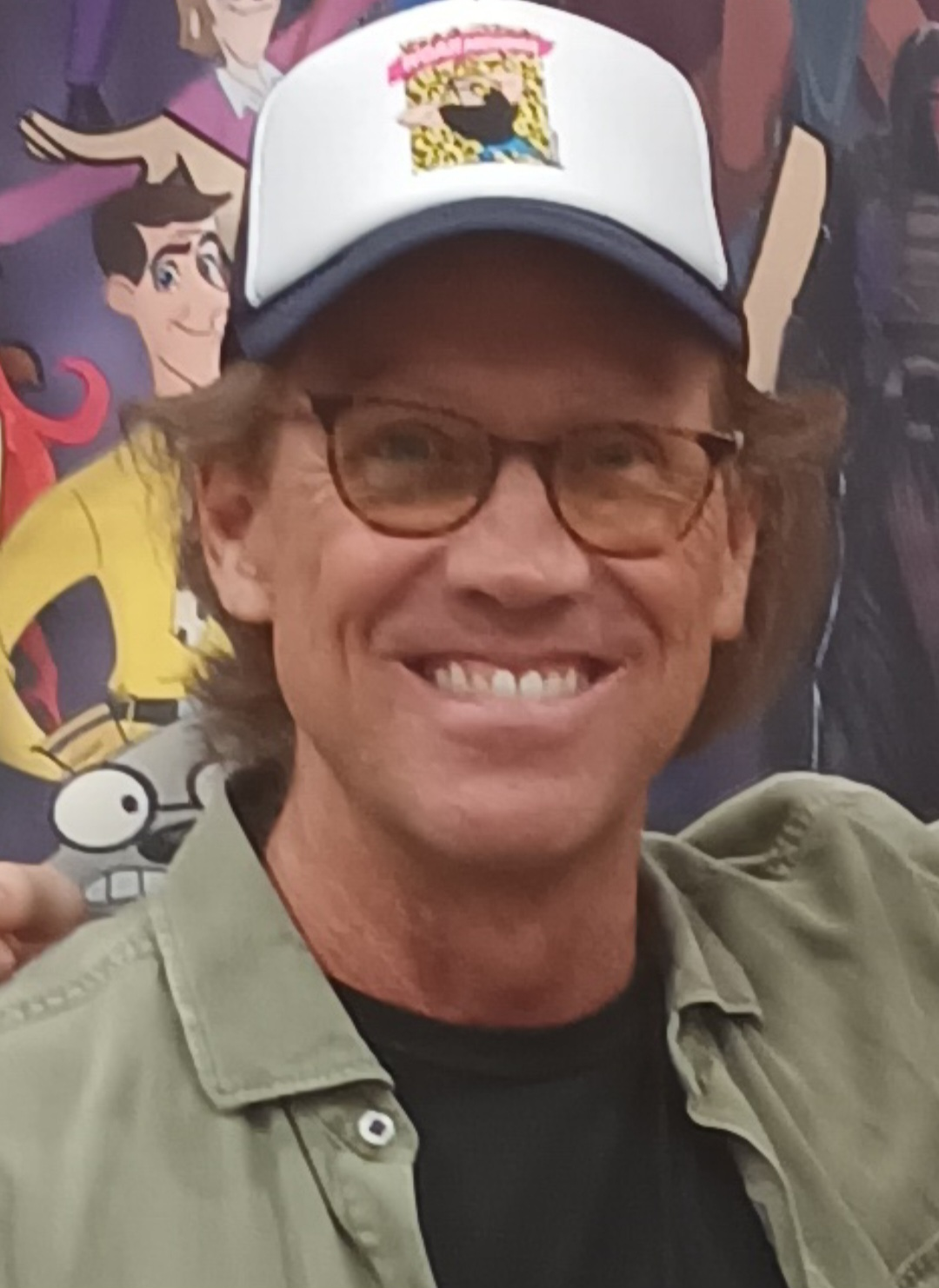
Jeff Bennett (2023)

Jeffrey Glenn „Jeff“ Bennett (* 2. Oktober 1962 in Burbank, Kalifornien) ist ein US-amerikanischer Synchronsprecher, Stimmenimitator, Sänger und Schauspieler.

## Leben
Bekannt wurde Jeff Benett als Sprecher von Johnny Bravo in der gleichnamigen Zeichentrickserie, in der er die Stimme von Johnny wie die von Elvis Presley klingen ließ. Er sprach im Original auch den kleinen Flugsaurier Petrie in der Zeichentrickreihe In einem Land vor unserer Zeit. Er lieh seine Stimme zahllosen Charakteren in Zeichentrickfilmen, Video- und Computerspielen wie Flucht von Monkey Island. Er arbeitete für die Disney Interactive Studios, Sierra Entertainment, Konami Digital Entertainment, Ubisoft Entertainment Software und viele andere Videospielhersteller. Des Weiteren synchronisierte er einige Figuren in dem Animes von Hayao Miyazaki, so beispielsweise Gikuri in Nausicaä aus dem Tal der Winde oder Okino (Kikis Vater) in Kikis kleiner Lieferservice.

## Filmografie (Auswahl)
- 1984: Nausicaä aus dem Tal der Winde (Kaze no Tani no Naushika)
- 1988: Freitag der 13. – Jason im Blutrausch (Friday the 13th Part VII: The New Blood)
- 1989: Kikis kleiner Lieferservice (Majo no Takkyūbin)
- 1990–1992: Tiny Toon Abenteuer (Tiny Toon Adventure, Fernsehserie)
- 1991: James Bond Jr. (Fernsehserie)
- 1991–1992: Wo ist Walter? (Where’s Waldo?, Fernsehserie)
- 1992: The Plucky Duck Show (Fernsehserie)
- 1992: Porco Rosso (Kurenai no Buta)
- 1992: Petal to the Metal
- 1992: Raw Toonage – Kunterbuntes aus der Trickkiste (Raw Toonage, Fernsehserie)
- 1992–1993: Wild West C.O.W.-Boys of Moo Mesa, (Fernsehserie)
- 1992–1993: Batman (Fernsehserie)
- 1992–1993: Die Legende von Prinz Eisenherz (The Legend of Prince Valiant, Fernsehserie)
- 1992–1994: Arielle, die Meerjungfrau (The Little Mermaid, Fernsehserie)
- 1993: Marsupilami (Fernsehserie)
- 1993: Shnookums and Meat Funny Cartoon Show (Fernsehserie)
- 1993: Shelley Duvall’s Bedtime Stories (Fernsehserie)
- 1993: Bonkers, der listige Luchs von Hollywood (Bonkers, Fernsehserie)
- 1993: Batman und das Phantom (Batman: Mask of the Phantasm)
- 1993–1996: Biker Mice from Mars (Fernsehserie)
- 1993–1997: Animaniacs (Steven Spielberg Presents: Animaniacs, Fernsehserie)
- 1993–1997: Rugrats (Fernsehserie)
- 1994: A Hollywood Hounds Christmas
- 1994: Eine schrecklich nette Familie (Married… with Children, Fernsehserie)
- 1994: Tiny Toons Spring Break
- 1994: Dschafars Rückkehr (The Return of Jafar)
- 1994: Pom Poko (Heisei Tanuki Gassen Pom Poko)
- 1994: In einem Land vor unserer Zeit II (The Land Before Time II: The Great Valley Adventure)
- 1994–1995: Aladdin (Fernsehserie)
- 1994–1996: Phantom 2040 (Fernsehserie)
- 1994–1996: Gargoyles – Auf den Schwingen der Gerechtigkeit (Gargoyles, Fernsehserie)
- 1995: A Pinky & the Brain Christmas Special
- 1995: Aladdin und der König der Diebe (Aladdin and the King of Thieves)
- 1995: Mortal Kombat: The Journey Begins
- 1995: Bump in the Night, (Fernsehserie)
- 1995: Hillbilly Blue
- 1995: Gargoyles the Movie: The Heroes Awaken
- 1995: Tiny Toons’ Night Ghoulery
- 1995: Skeleton Warriors (Fernsehserie)
- 1995: Short Pfuse
- 1995: Stimme des Herzens – Whisper of the heart (耳をすませば, Mimi o Sumase ba)
- 1995: Felix der Kater (Felix the Cat, Fernsehserie)
- 1995: The Tick (Fernsehserie)
- 1995: Die Ren & Stimpy Show (Fernsehserie)
- 1995: In einem Land vor unserer Zeit III (The Land Before Time III: The Time of the Great Giving)
- 1996: Dot & Spot’s Magical Christmas Adventure
- 1996: Siegfried & Roy: Masters of the Impossible
- 1996: Someone’s in the Kitchen!
- 1995–1996: Die Maske (The Mask, Fernsehserie)
- 1995–1996: The What a Cartoon Show, (Fernsehserie)
- 1995–1996: Abenteuer mit Timon und Pumbaa (Timon & Pumbaa, Fernsehserie)
- 1995–1996: Earthworm Jim (Fernsehserie)
- 1995–1997: Freakazoid! (Fernsehserie)
- 1996: James und der Riesenpfirsich (James and the Giant Peach)
- 1996: Adventures from the Book of Virtues (Fernsehserie)
- 1996: The Real Adventures of Jonny Quest (Fernsehserie)
- 1996: Living Casper (Fernsehserie)
- 1996: Road Rovers (Fernsehserie)
- 1996: In einem Land vor unserer Zeit IV (The Land Before Time IV: Journey Through the Mists)
- 1996: Die Dschungelbuch Kids (Disney’s Jungle Cubs, Fernsehserie)
- 1996: Gargoyles: The Goliath Chronicles (Fernsehserie)
- 1996–1997: Mighty Ducks – Das Powerteam (Mighty Ducks, Fernsehserie)
- 1996–1997: Captain Simian & The Space Monkeys (Fernsehserie)
- 1996–1997: Duckman (Duckman – Private Dick/Family Man, Fernsehserie)
- 1997: Mighty Ducks the Movie: The First Face-Off
- 1997: In einem Land vor unserer Zeit V (The Land Before Time V: The Mysterious Island)
- 1997: The Legend of Calamity Jane (Fernsehserie)
- 1997: Johnny Bravo
- 1997: The Amazon Women
- 1997: Pfish and Chip
- 1997: Extreme Ghostbusters (Fernsehserie)
- 1997: Die Schöne und das Biest: Weihnachtszauber (Beauty and the Beast: The Enchanted Christmas)
- 2002: Tom & Jerry – Der Zauberring (Tom and Jerry: The Magic Ring )
- 2003: Inspektor Gadget 2
- 2005–2007: American Dragon (Fernsehserie)
- 2008–2012: Die Pinguine aus Madagascar (The Penguins of Madagascar, Fernsehserie)
- 2010–2012: Mission Scooby-Doo (Scooby-Doo Mystery Incorporated, Fernsehserie)
- 2011–2012: Transformers: Rescue Bots (Fernsehserie)
- 2011–2012: Jake und die Nimmerland-Piraten (Jake and the Never Land Pirates, Fernsehserie)
- 2012: Das Geheimnis der Feenflügel (Secret of the Wings)
- 2012: Frankenweenie
- 2012: Willkommen in Gravity Falls (Gravity Falls, Fernsehserie)
- 2012: Green Lantern: The Animated Series (Fernsehserie)
- 2021: Disney Amphibia (Fernsehserie)
- 2024: X-Men ’97 (Fernsehserie)

## Computer- und Videospiele (Auswahl)
- 1993: Leisure Suit Larry 6 – Shape Up or Slip Out! – als Gary the Towel Attendant
- 1993: Gabriel Knight: The Sins of the Fathers
- 1994: Quest for Glory IV: Shadows of Darkness
- 1995: Stonekeep
- 1996: Blazing Dragons
- 1996: Goosebumps: Escape from Horrorland
- 1996: Toonstruck – als the Carecrow, Jim, Spike, Woof, outhouse guard, robot maker
- 1997: Star Trek: Starfleet Academy
- 1997: Fallout (Fallout: A Post-Nuclear Role-Playing Game) – als Loxley
- 1997: Clayfighter 63 1/3
- 1998: Baldur’s Gate – als Dream Knight, Drizzt, Quayle, Xan
- 1998: Animaniacs Game Pack
- 2000: Flucht von Monkey Island (Escape from Monkey Island) – als Marco de Pollo
- 2000: Star Wars: Force Commander – als Brenn Tantor, Abridon refugee number one
- 2000: Baldur’s Gate 2 (Baldur’s Gate II:Shadows of Amn)